# チュ・サンウク
チュ・サンウク （朱相昱、1978年7月18日 - ）は、韓国・ソウル特別市出身の俳優。身長180cm。Madinエンターテイメント所属。

## 人物
- 南ソウル大学視覚デザイン学科卒。特技はバスケットボール、スキー
- 1999年のEBS青少年ドラマ「君の夢を広げろ」でデビュー
- 2017年5月、女優チャ・イェリョンと結婚[1]

## 出演

### テレビドラマ
- 君の夢を広げろ（1999年、EBS）
- エア・シティ（2007年、MBC） - アン・ガンヒョン役
- カクテキ～幸せのかくし味～（2007年、MBC） - パク・ジェウ役
- パパ3人、ママ1人（2008年、KBS） - チャン・チャニョン役
- チュンジャさんちはお祭り騒ぎ（2008年、MBC） - イ・ジュヒョク役
- アクシデント・カップル（2009年、KBS） - キム・ガンモ役
- 善徳女王（2009年、MBC） - ウォルヤ（月夜）役
- ジャイアント（2010年、SBS） - チョ・ミヌ役
- パラダイス牧場（2011年、SBS） - ソ・ユンホ（エドワード）役
- マイ・プリンセス（2011年、MBC） - ヒョヌ役
- いばらの鳥（2011年、KBS） - イ・ヨンジョ役
- 特殊事件専門担当班 - TEN（2011年、OCN） - ヨ・ジフン役
- 来た来た、マジで来た（2011年 - 2012年、MBN） - サンフン役
- 神々の晩餐 - シアワセのレシピ -（2012年、MBC） - チェ・ジェハ役
- 特殊事件専門担当班 - TEN2（2013年、OCN） - ヨ・ジフン役
- グッド・ドクター（2013年、KBS） - キム・ドハン役
- 恋愛を期待して（2013年、KBS）
- 放課後サプライズ（2014年、tvN） - 刑事役
- 抱きしめたい〜ロマンスが必要〜（2014年、tvN）
- ずる賢いバツイチの恋（2014年、MBC） - チャ・ジョンウ役
- 美女の誕生（2014年 - 2015年、SBS） - ハン・テヒ（ハン・ドンフン）役
- 恋はドロップキック!～覆面検事～（2015年、KBS） - ハ・デチョル役
- 華麗なる誘惑（2015年 - 2016年、MBC） - チン・ヒョンウ役
- ファンタスティック〜君がくれた奇跡〜（2016年、JTBC） - リュ・ヘソン役
- 不滅の恋人（2018年、TV朝鮮） - イ・ガン（チニャン大君）役
- 偽りのフィアンセ（2018年 - 2019年、SBS） - テ・インジュン役
- ウラチャチャ!?（2019年、JTBC） - ミン役
- タッチ～恋のメイクアップレッスン！～（2020年、channel A） - チャ・ジョンヒョク役[2]
- 太宗イ・バンウォン（2021年-2022年、KBS）- イ・バンウォン役[3]
- 還魂（2022年、tvN） - チャン・ガン役
- ボラ！デボラ～恋にはいつでも本気～（2023年、ENA） - ハン・サンジン役[4]

### 映画
- 阿娘（2006年）
- 最強ロマンス（2007年）
- 妻が結婚した（2008年）
- 容赦はしない（2010年）
- 90分（2012年）
- 報復者（2013年）
- 朝鮮美女三銃士（2014年）

## 受賞歴
- 2022年 KBS演技大賞 大賞（イ・スンギと共同受賞）[5]